# Gyrothyra
Gyrothyra, monotipski rod jetrenjarki smješten u vlastitu porodicu Gyrothyraceae, dio reda Jungermanniales. Porodica je opisana 1970. G. underwoodiana jedina je vrsta.